# استالبه
استالبه (به لاتین: Stalbe) یک روستا در لتونی است که در شهرداری پارگاویا واقع شده‌است. استالبه ۳۶۵ نفر جمعیت دارد.